# Alejandro Villalva
Alejandro Villalva (n. Bolívar, Ecuador; 28 de noviembre de 1992) es un futbolista ecuatoriano. Juega de centrocampista y su equipo actual es el Imbabura Sporting Club de la Serie B de Ecuador.

## Trayectoria
Alejandro se inició en las formativas del Club Deportivo Valle del Chota de la provincia de Imbabura, estuvo desde 2009 hasta principios de 2010, ahí logra debutar en el primer equipo que participaba en el torneo de Segunda Categoría, al final de la temporada 2010 el equipo logró el ascenso a la Serie B de la temporada 2011, pero salió del equipo a principios de ese año.
En el 2010 da un importante paso en su carrera al ser fichado por el Club Deportivo El Nacional, en el club capitalino se mantuvo por un año y medio, después a mediados de 2011 ficha por el Mushuc Runa Sporting Club, equipo que dispuitaba el torneo de Segunda Categoría de ese año, al final de 2011 el equipo ambateño consiguió el ascenso a la Serie B, estuvo durante 6 meses y fue pieza clave para el ascenso. En 2012 regresa a El Nacional donde permanece hasta finales de la temporada 2015 hasta el mes de diciembre.  
Pero no es hasta 2016 cuando consigue un paso importante en su carrera futbolística al fichar por Liga Deportiva Universitaria, a sus 23 años llegó al equipo albo tras las buenas temporadas realizadas con El Nacional.
Sin embargo, al no haber podido tener continuidad durante la temporada 2016, tras finalizar el préstamo con Liga Deportiva Universitaria, retornó a inicios del 2017 a filas del Club Deportivo El Nacional.

## Estadísticas

### Clubes
Actualizado al último partido disputado el 26 de octubre de 2023.
| Club                                   | Div.          | Temporada     | Liga  | Liga  | Copas nacionales | Copas nacionales | Copas internacionales | Copas internacionales | Total | Total |
| Club                                   | Div.          | Temporada     | Part. | Goles | Part.            | Goles            | Part.                 | Goles                 | Part. | Goles |
| -------------------------------------- | ------------- | ------------- | ----- | ----- | ---------------- | ---------------- | --------------------- | --------------------- | ----- | ----- |
| Valle del Chota · Ecuador              | 3.ª           | 2009          | 1     | 0     | —                | —                | —                     | —                     | 1     | 0     |
| Valle del Chota · Ecuador              | Total club    | Total club    | 1     | 0     | 0                | 0                | 0                     | 0                     | 1     | 0     |
| Mushuc Runa · Ecuador                  | 3.ª           | 2011          | 13    | 1     | —                | —                | —                     | —                     | 13    | 1     |
| Mushuc Runa · Ecuador                  | Total club    | Total club    | 13    | 1     | 0                | 0                | 0                     | 0                     | 13    | 1     |
| El Nacional · Ecuador                  | 1.ª           | 2012          | 2     | 0     | —                | —                | —                     | —                     | 2     | 0     |
| El Nacional · Ecuador                  | 1.ª           | 2013          | 29    | 3     | —                | —                | —                     | —                     | 29    | 3     |
| El Nacional · Ecuador                  | 1.ª           | 2014          | 38    | 10    | —                | —                | —                     | —                     | 38    | 10    |
| El Nacional · Ecuador                  | 1.ª           | 2015          | 25    | 4     | —                | —                | —                     | —                     | 25    | 4     |
| Liga Deportiva Universitaria · Ecuador | 1.ª           | 2016          | 10    | 0     | —                | —                | 2                     | 0                     | 12    | 0     |
| Liga Deportiva Universitaria · Ecuador | Total club    | Total club    | 10    | 0     | 0                | 0                | 2                     | 0                     | 12    | 0     |
| El Nacional · Ecuador                  | 1.ª           | 2017          | 30    | 2     | —                | —                | —                     | —                     | 30    | 2     |
| El Nacional · Ecuador                  | 1.ª           | 2018          | 34    | 4     | —                | —                | 4                     | 0                     | 38    | 4     |
| El Nacional · Ecuador                  | Total club    | Total club    | 158   | 23    | 0                | 0                | 4                     | 0                     | 162   | 23    |
| Delfín S. C. · Ecuador                 | 1.ª           | 2019          | 15    | 0     | 5                | 1                | 4                     | 0                     | 24    | 1     |
| Delfín S. C. · Ecuador                 | 1.ª           | 2020          | 14    | 1     | —                | —                | 2                     | 0                     | 16    | 1     |
| Delfín S. C. · Ecuador                 | 1.ª           | 2021          | 4     | 0     | 2                | 0                | —                     | —                     | 6     | 0     |
| Delfín S. C. · Ecuador                 | Total club    | Total club    | 33    | 1     | 7                | 1                | 6                     | 0                     | 46    | 2     |
| Técnico Universitario · Ecuador        | 1.ª           | 2022          | 17    | 1     | 1                | 0                | —                     | —                     | 18    | 1     |
| Técnico Universitario · Ecuador        | Total club    | Total club    | 17    | 1     | 1                | 0                | 0                     | 0                     | 18    | 1     |
| Imbabura S. C. · Ecuador               | 2.ª           | 2023          | 6     | 0     | —                | —                | —                     | —                     | 6     | 0     |
| Imbabura S. C. · Ecuador               | Total club    | Total club    | 6     | 0     | 0                | 0                | 0                     | 0                     | 6     | 0     |
| Total carrera                          | Total carrera | Total carrera | 238   | 26    | 8                | 1                | 12                    | 0                     | 258   | 27    |
| 1. 2.                                  |               |               |       |       |                  |                  |                       |                       |       |       |

## Palmarés

### Campeonatos nacionales
| Título             | Club         | País    | Año  |
| ------------------ | ------------ | ------- | ---- |
| Serie A de Ecuador | Delfín S. C. | Ecuador | 2019 |

### Campeonatos provinciales
| Título                          | Club            | País    | Año  |
| ------------------------------- | --------------- | ------- | ---- |
| Segunda Categoría de Imbabura   | Valle del Chota | Ecuador | 2009 |
| Segunda Categoría de Tungurahua | Mushuc Runa     | Ecuador | 2011 |